# Liste von Karstquellen in Baden-Württemberg

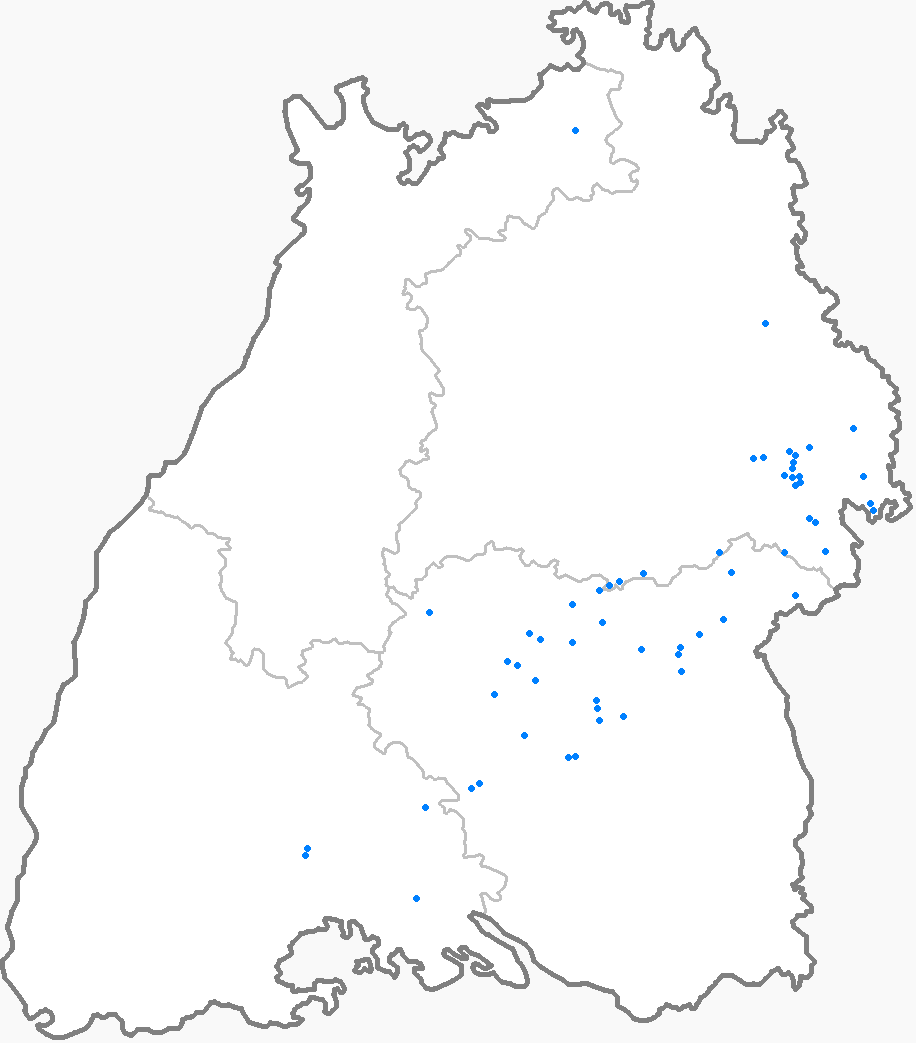
Karstquellen in Baden-Württemberg

Dies ist eine Liste von Karstquellen in Baden-Württemberg. Sie enthält eine Auswahl von Karstquellen in Baden-Württemberg.

## Liste von Karstquellen

### Hinweise
- Die Schüttungswerte können abweichen, wenn der Herausgeber der Daten lediglich den Durchschnittswert von MNQ und MHQ errechnete. Die mittlere Schüttung liegt deutlich darunter. Falsche Zahlen können auch durch Angeben des MHQ als MQ entstehen.
- Eine umfangreiche Liste von deutschen Karstquellen außerhalb Baden-Württembergs ist in der Liste von Karstquellen in Deutschland aufgeführt.

### Die Liste
| Bild | Name                              | Mittlere Schüttung (l/s) | Ort                | Regierungsbezirk (Landkreis)          | Flusssystem | Lage |
| ---- | --------------------------------- | ------------------------ | ------------------ | ------------------------------------- | ----------- | ---- |
|      | Aachtopf                          | 8000                     | Aach               | Freiburg (Konstanz)                   | Rhein       | ⊙    |
|      | Achursprung                       | 440                      | Schelklingen       | Tübingen (Alb-Donau-Kreis)            | Donau       | ⊙    |
|      | Biberquelle                       | 560                      | Langenenslingen    | Tübingen (Biberach)                   | Donau       | ⊙    |
|      | Blautopf                          | 2300                     | Blaubeuren         | Tübingen (Alb-Donau-Kreis)            | Donau       | ⊙    |
|      | Braunselquellen                   | 400                      | Rechtenstein       | Tübingen (Alb-Donau-Kreis)            | Donau       | ⊙    |
|      | Brenztopf                         | 1270                     | Königsbronn        | Stuttgart (Heidenheim)                | Donau       | ⊙    |
|      | Bronnbachquelle                   | 480                      | Rottenburg         | Tübingen (Tübingen)                   | Rhein       | ⊙    |
|      | Brühlbachquellen                  |                          | Bad Urach          | Tübingen (Reutlingen)                 | Rhein       | ⊙    |
|      | Brunnenmühlenquelle               | 1500                     | Heidenheim         | Stuttgart (Heidenheim)                | Donau       | ⊙    |
|      | Buchbrunnenquelle                 | 927                      | Ballmertshofen     | Stuttgart (Heidenheim)                | Donau       | ⊙    |
|      | Dittwarer Weiher                  |                          | Tauberbischofsheim | Stuttgart (Main-Tauber-Kreis)         | Rhein       | ⊙    |
|      | Donaubachquelle                   | 80                       | Donaueschingen     | Freiburg (Schwarzwald-Baar-Kreis)     | Donau       | ⊙    |
|      | Echazquellen                      | 680                      | Honau              | Tübingen (Reutlingen)                 | Rhein       | ⊙    |
|      | Egau-Ursprung                     |                          | Neresheim          | Stuttgart (Ostalbkreis)               | Donau       | ⊙    |
|      | Egerursprung                      | 50                       | Aufhausen          | Stuttgart (Ostalbkreis)               | Donau       | ⊙    |
|      | Enzbrunnen                        |                          | Bretten            | Karlsruhe (Karlsruhe)                 | Rhein       | ⊙    |
|      | Ermsursprung                      | 400                      | Seeburg            | Tübingen (Reutlingen)                 | Rhein       | ⊙    |
|      | Erpfquelle                        | 60                       | Erpfingen          | Tübingen (Reutlingen)                 | Donau       | ⊙    |
|      | Falkensteiner Höhle               |                          | Grabenstetten      | Tübingen (Reutlingen)                 | Rhein       | ⊙    |
|      | Fehlaquelle                       | 500                      | Burladingen        | Tübingen (Zollernalbkreis)            | Donau       | ⊙    |
|      | Filsursprung                      | 160                      | Wiesensteig        | Stuttgart (Göppingen)                 | Rhein       | ⊙    |
|      | Gallengehrenquelle                | 250                      | Dischingen         | Stuttgart (Heidenheim)                | Donau       | ⊙    |
|      | Gallusquelle                      | 470                      | Hermentingen       | Tübingen (Sigmaringen)                | Donau       | ⊙    |
|      | Goldloch                          |                          | Schlattstall       | Stuttgart (Esslingen)                 | Rhein       | ⊙    |
|      | Goldquelle                        |                          | Heidenheim         | Stuttgart (Heidenheim)                | Donau       | ⊙    |
|      | Gründischer Brunnen               |                          | Unterspeltach      | Stuttgart (Schwäbisch Hall)           | Rhein       | ⊙    |
|      | Hasenbachquelle                   |                          | Zwiefalten         | Tübingen (Reutlingen)                 | Donau       | ⊙    |
|      | Hubertusquelle                    |                          | Oberkochen         | Stuttgart (Ostalbkreis)               | Rhein       | ⊙    |
|      | Hungerbrunnen (Heldenfingen)      |                          | Heldenfingen       | Stuttgart (Heidenheim)                | Donau       | ⊙    |
|      | Hungerbrunnen (Wolfertstal)       |                          | Oberkochen         | Stuttgart (Ostalbkreis)               | Rhein       | ⊙    |
|      | Hungerquelle                      |                          | Walzbachtal        | Karlsruhe (Landkreis Karlsruhe)       | Rhein       | ⊙    |
|      | Hürbetopf                         | 60                       | Hürben             | Stuttgart (Heidenheim)                | Donau       | ⊙    |
|      | Juniperusquelle                   |                          | Donaueschingen     | Freiburg (Schwarzwald-Baar-Kreis)     | Donau       | ⊙    |
|      | Kämpfelbachquelle                 |                          | Ispringen          | Karlsruhe (Enzkreis)                  | Rhein       | ⊙    |
|      | Katzenbachquelle                  |                          | Oberkochen         | Stuttgart (Ostalbkreis)               | Rhein       | ⊙    |
|      | Kesselquelle                      | 700                      | Zwiefalten         | Tübingen (Reutlingen)                 | Donau       | ⊙    |
|      | Kocherursprung (Roter Kocher)     |                          | Oberkochen         | Stuttgart (Ostalbkreis)               | Rhein       | ⊙    |
|      | Kocherursprung (Schwarzer Kocher) | 680                      | Oberkochen         | Stuttgart (Ostalbkreis)               | Rhein       | ⊙    |
|      | Kocherursprung (Weißer Kocher)    | 420                      | Unterkochen        | Stuttgart (Ostalbkreis)               | Rhein       | ⊙    |
|      | Langertbrunnen                    |                          | Oberkochen         | Stuttgart (Ostalbkreis)               | Rhein       | ⊙    |
|      | Langwattequelle                   |                          | Langenenslingen    | Tübingen (Biberach)                   | Donau       | ⊙    |
|      | Lauchertquelle                    |                          | Melchingen         | Tübingen (Zollernalbkreis)            | Donau       | ⊙    |
|      | Lauterquelle (Große Lauter)       | 200                      | Offenhausen        | Tübingen (Reutlingen)                 | Donau       | ⊙    |
|      | Lauterquelle (Schwarze Lauter)    |                          | Schlattstall       | Stuttgart (Esslingen)                 | Rhein       | ⊙    |
|      | Lautertopf                        | 600                      | Lautern            | Tübingen (Alb-Donau-Kreis)            | Donau       | ⊙    |
|      | Lauterursprung (Weiße Lauter)     | 300                      | Gutenberg          | Stuttgart (Esslingen)                 | Rhein       | ⊙    |
|      | Lauterursprung (Rems)             |                          | Lautern            | Stuttgart (Ostalbkreis)               | Rhein       | ⊙    |
|      | Leerausquelle                     |                          | Königsbronn        | Stuttgart (Heidenheim)                | Donau       | ⊙    |
|      | Lochbrunnen                       | 60                       | Eutingen im Gäu    | Karlsruhe (Freudenstadt)              | Rhein       | ⊙    |
|      | Lonetopf                          | 220                      | Urspring           | Tübingen (Alb-Donau-Kreis)            | Donau       | ⊙    |
|      | Morrequelle                       |                          | Hettingen          | Karlsruhe (Neckar-Odenwald-Kreis)     | Rhein       | ⊙    |
|      | Nau-Ursprung                      | 230                      | Langenau           | Tübingen (Alb-Donau-Kreis)            | Donau       | ⊙    |
|      | Neunbronn                         | 30–50                    | Schwäbisch Hall    | Stuttgart (Landkreis Schwäbisch Hall) | Rhein       | ⊙    |
|      | Pfefferquelle                     | 110                      | Königsbronn        | Stuttgart (Heidenheim)                | Donau       | ⊙    |
|      | Reißenbachquelle                  | 43                       | Lichtenstein       | Tübingen (Reutlingen)                 | Rhein       | ⊙    |
|      | Remsursprung                      |                          | Essingen           | Stuttgart (Ostalbkreis)               | Rhein       | ⊙    |
|      | Rohrachquelle                     | 250                      | Amstetten          | Tübingen (Alb-Donau-Kreis)            | Rhein       | ⊙    |
|      | Schmiechursprung                  | 280                      | Schelklingen       | Tübingen (Alb-Donau-Kreis)            | Donau       | ⊙    |
|      | Schwallenbrunnen                  |                          | Bruchsal           | Karlsruhe (Karlsruhe)                 | Rhein       | ⊙    |
|      | Schmiedbachbrunnen                | 120                      | Hausen im Tal      | Tübingen (Sigmaringen)                | Donau       | ⊙    |
|      | Seckachquellen                    | 246                      | Trochtelfingen     | Tübingen (Reutlingen)                 | Donau       | ⊙    |
|      | Springequelle                     | 390                      | Allmendingen       | Tübingen (Alb-Donau-Kreis)            | Donau       | ⊙    |
|      | Talmühlequelle                    | 200                      | Neidingen          | Tübingen (Sigmaringen)                | Donau       | ⊙    |
|      | Urspringquelle                    | 500                      | Schelklingen       | Tübingen (Alb-Donau-Kreis)            | Donau       | ⊙    |
|      | Wimsener Höhle                    | 590                      | Zwiefalten         | Tübingen (Reutlingen)                 | Donau       | ⊙    |
|      | Wulfbachquelle                    |                          | Mühlheim           | Freiburg (Tuttlingen)                 | Donau       | ⊙    |
|      | Ziegelbachquelle                  |                          | Königsbronn        | Stuttgart (Heidenheim)                | Donau       | ⊙    |